# Amruthur, Kunigal
Amruthur là một làng thuộc tehsil Kunigal, huyện Tumkur, bang Karnataka, Ấn Độ.